# Lacritin
Lacritin ist ein Protein in Säugetieren, das im Mensch von den Azini der Tränendrüsen sezerniert wird und selbst die Tränensekretion erhöht. Lacritin bindet an Collagen-IV-, Fibronectin- und Laminin-1-Moleküle von Epithelzellen der Cornea und triggert die NFAT- und mTOR-Signalwege dieser Zellen. Lacritin kann außerdem dosisabhängig die Sprossung von Speicheldrüsenzellen in Gang bringen. Bei Blepharitis und zweierlei Syndromen des trockenen Auges ist die Lacritinexpression verringert.